# Magnetron

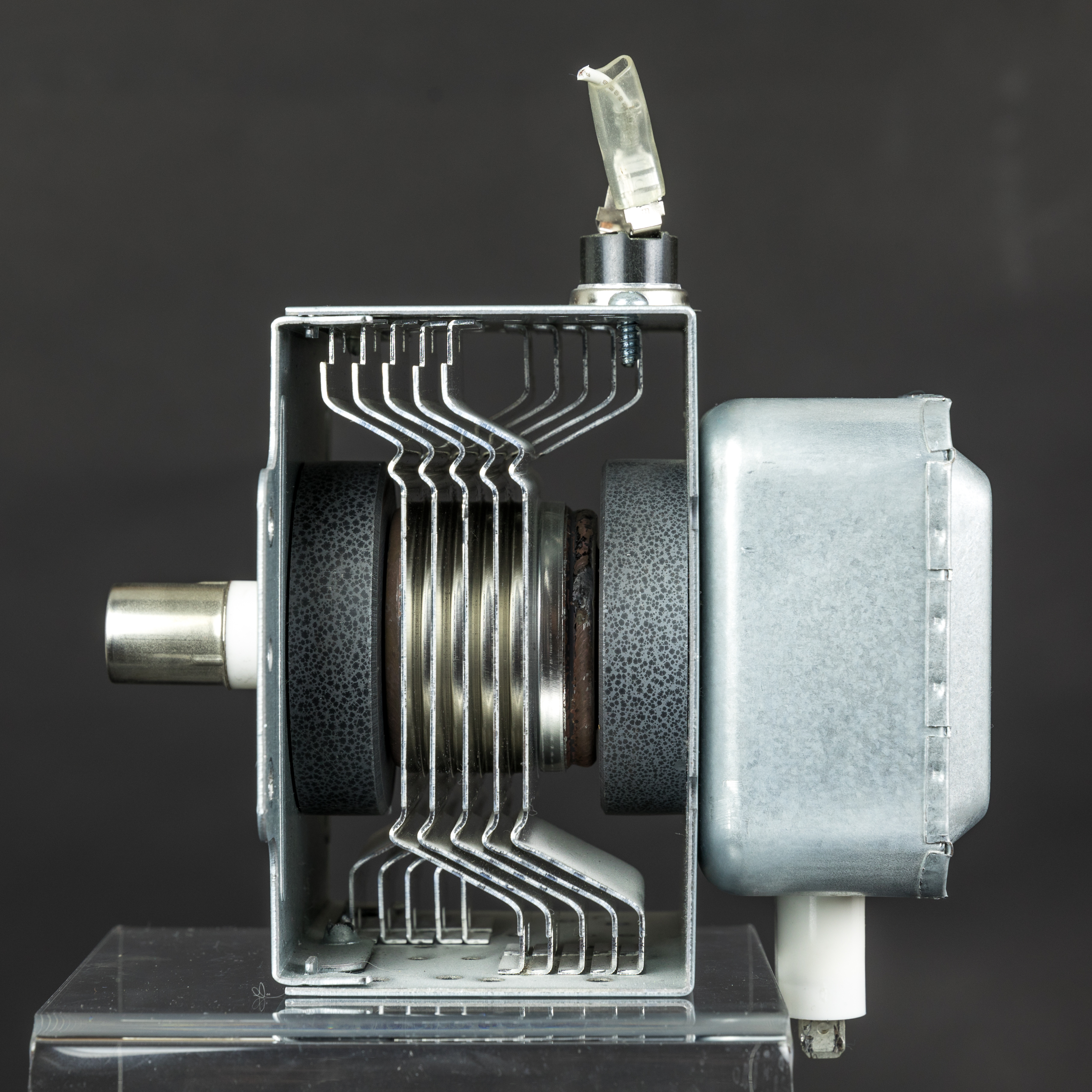
2,45-GHz-Magnetron aus einem Mikrowellenherd;
links: HF-Ausgang als λ/4-Einspeisung in einen Hohlleitertrakt;
rechts: Anschlüsse für Heizung und negative Hochspannung der Kathode.

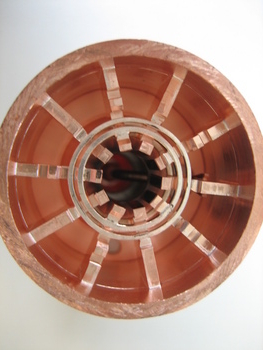
Querschnitt eines Magnetrons: Ringresonator mit zehn abwechselnd miteinander verbundenen Anodensegmenten, die zugleich Resonatoren sind

Ein Magnetron ist eine Vakuum-Laufzeitröhre zur Erzeugung elektromagnetischer Wellen im Mikrowellenbereich (ca. 0,3 bis 95 GHz) mit einem Wirkungsgrad von bis zu 80 %.
Magnetrone sind sehr effiziente, preiswerte Generatoren für Hochfrequenz. Leistung und Frequenz werden maßgeblich durch den mechanischen Aufbau bestimmt und sind meist nicht änderbar.
Es wird in kontinuierlich arbeitende (Dauerstrich-) Magnetrone und Impulsmagnetrone unterschieden. Im Dauerstrichbetrieb können einige kW und im Impulsbetrieb mehr als 10 MW erzielt werden. Magnetrone zählen zu den  Elektronenröhren.

## Aufbau
Das Magnetron besteht aus einer walzenförmigen Glühkathode (Oxid- oder Vorratskathode) im Zentrum der Vakuumröhre. Oft bildet der gewendelte Heizdraht eine direkt geheizte Kathode. Diese ist von einem massiven, zylinderförmigen Anodenblock aus Kupfer umschlossen. Im Anodenblock befinden sich zum Beispiel strahlenförmig angeordnete, parallel zum Heizdraht verlaufende Schlitze (sog. Schlitzmagnetron). Die Tiefe der Schlitze entspricht etwa einem Viertel der Wellenlänge; sie ist frequenzbestimmend. Es sind je nach Interpretation Hohlraumresonatoren, Leitungskreise bzw. Hohlleiter, die nach innen zum sogenannten Wechselwirkungsraum offen und außen kurzgeschlossen sind.
Im Bild rechts sind es Stege, die nach innen zur Kathode hin eine segmentierte Anode bilden und rückseitig an einen Kupferzylinder angeschlossen sind (Segmentresonator, Kreistyp). Die Konstruktion kann als im Kreis angeordnete Topfkreise aufgefasst werden. Die Segmente sind abwechselnd durch die beiden Ringe miteinander gekoppelt. Damit wird erreicht, dass sie zueinander gegenphasig schwingen – das Anschwingen weiterer Modi (und damit einer unerwünschten Frequenz) wird damit vermieden.
Kühlrippen außen am Anodenblock ermöglichen Kühlung durch freie Konvektion, ein Gebläse oder Wasserkühlung.
Andere Ausführungsformen von Magnetron-Anoden sind Lochresonator und Mehrfrequenzresonator (Rising-Sun-Typ).
Das Magnetron benötigt ein axiales Magnetfeld, das meist mit Dauermagneten erzeugt wird.
Einer der Hohlraumresonatoren ist mit einer Kopplungsschleife oder über einen Schlitz mit einem Hohlleiter verbunden und dient der Leistungsentnahme.

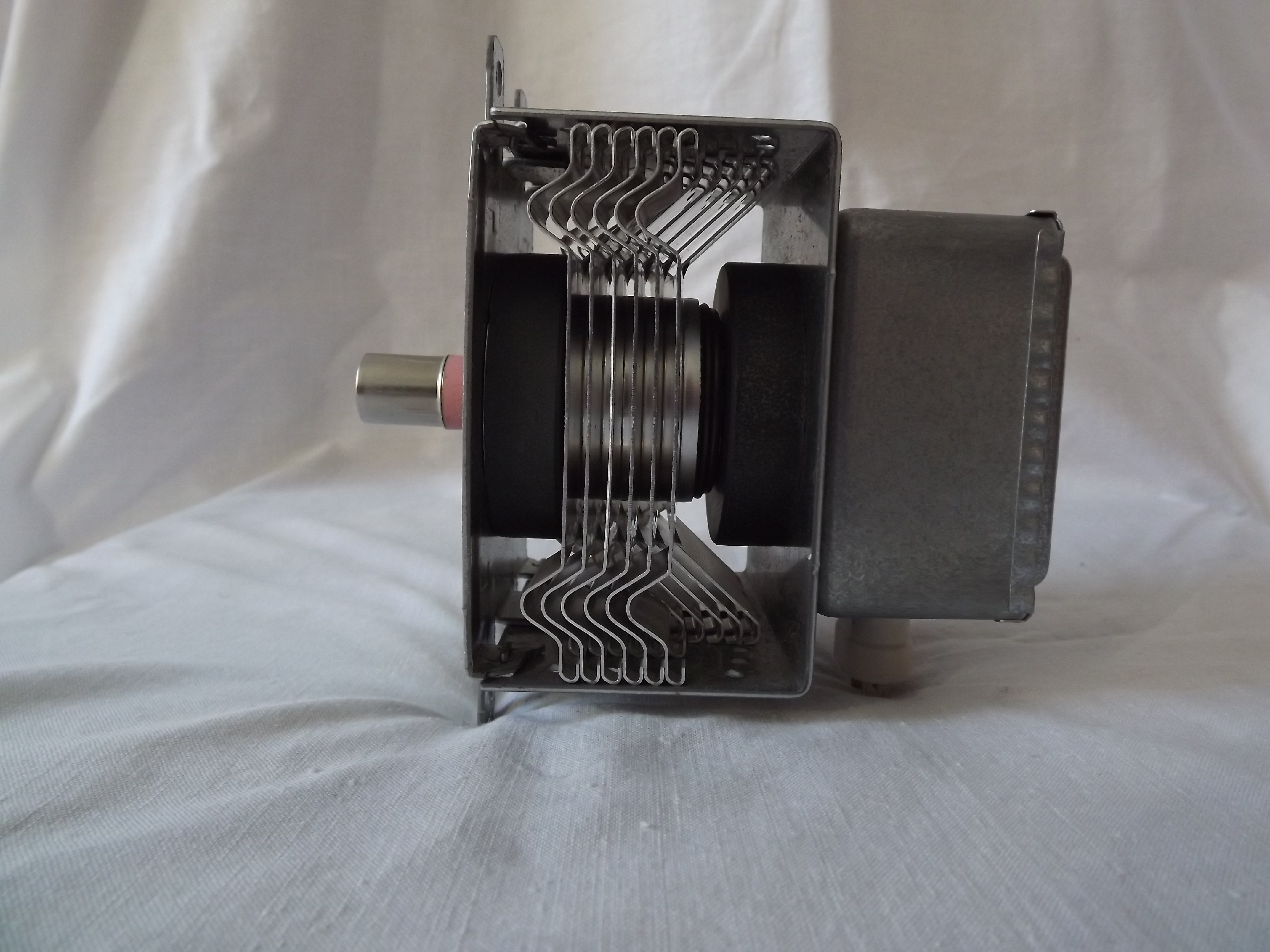
Magnetron eines Mikrowellenherdes von der Seite: schwarz seitlich der Kühlrippen: die Magnete.
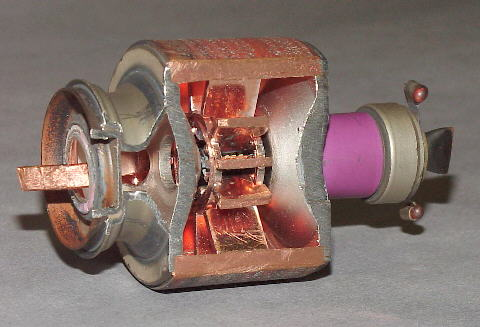
Magnetron eines Mikrowellenherdes im Längsschnitt (Magnete und Kühlrippen entfernt).
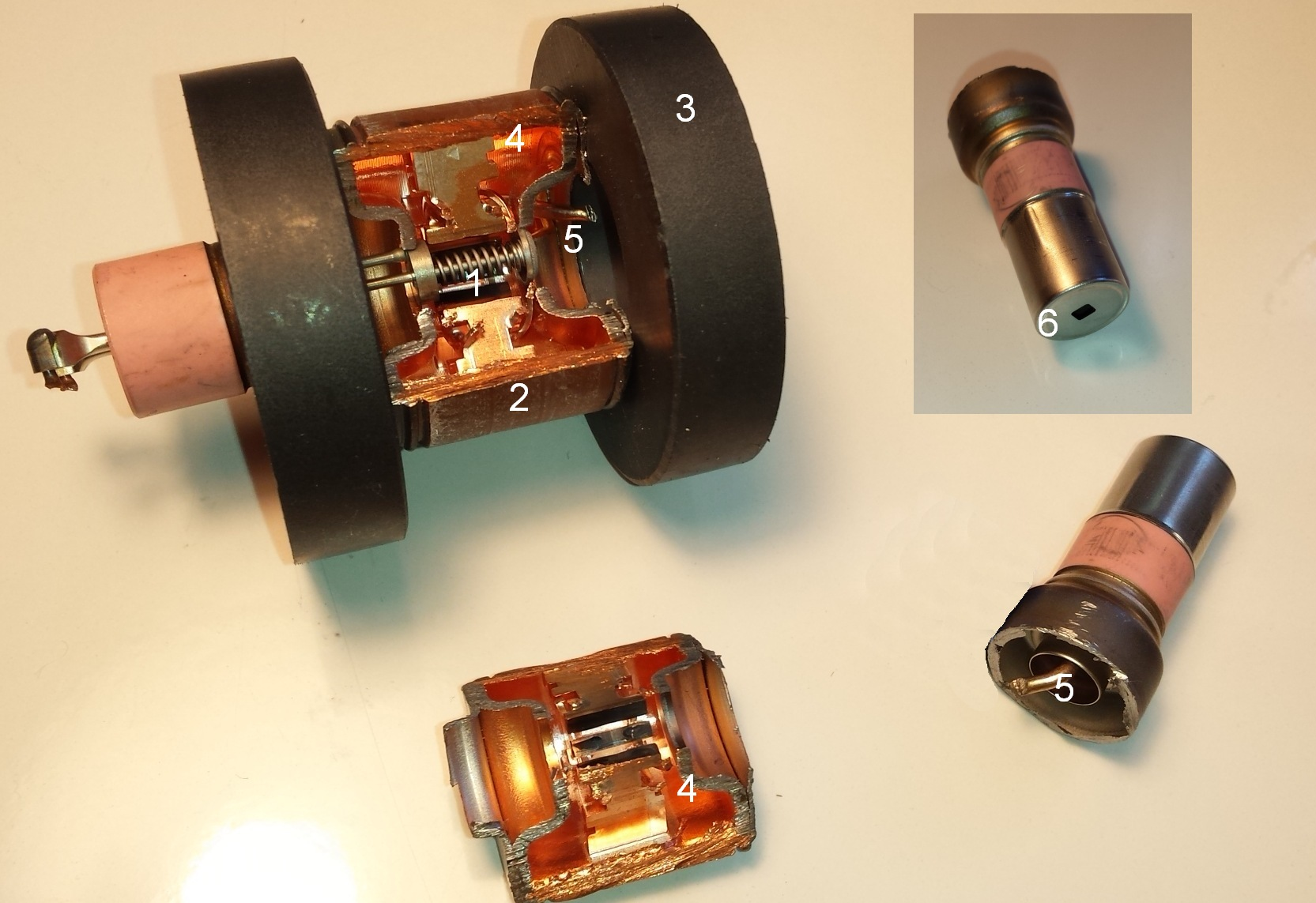
Magnetron eines Mikrowellenherdes zerlegt, Austrittseite rechts
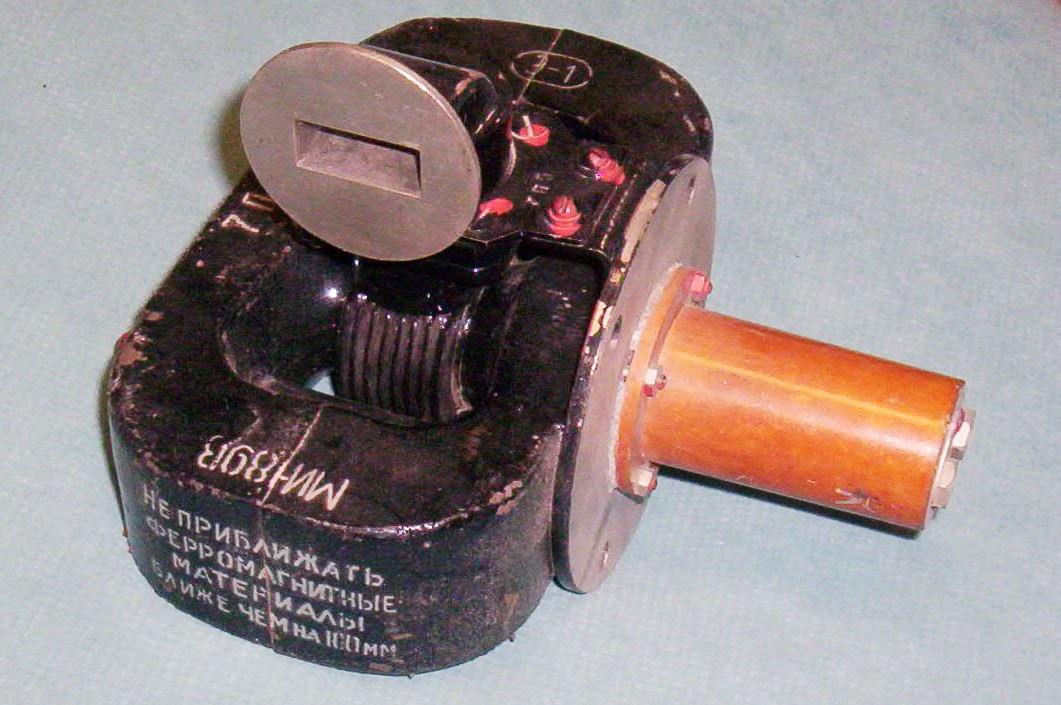
Impulsmagnetron MI-189W (7,5 kg, ca. 8 GHz, 60 kW / 0,5 µs, Sowjetunion ca. um 1970)

## Wirkungsweise

### Elektronenbahnen

Magnetron schematisch

Im Wechselwirkungsraum zwischen Kathode und Anode wirken elektrische und magnetische Felder gleichzeitig. Die Magnetfeldlinien verlaufen parallel zur Kathodenachse und durchsetzen den Wechselwirkungsraum. Liegt Spannung zwischen Anode und Kathode an, werden aufgrund des elektrischen Feldes die durch eine Glühkathode freigesetzten Elektronen zur Anode hin beschleunigt. Das elektrische Feld bildet jedoch mit dem Magnetfeld einen rechten Winkel, daher werden die Elektronen aufgrund der Lorentzkraft spiralförmig von ihrer radialen Bahn abgelenkt. Dadurch bewegen sie sich im Wechselwirkungsraum um die Kathode herum. Erst ab einer recht hohen Anodenspannung kommt es zum Stromfluss – das elektrische Feld weitet die Bahnkrümmung so weit aus, dass die Elektronenbahnen die Anode streifen (grüne Bahn in der Abbildung).

### Resonante Anodenform
Die Schlitze bzw. Kammern der Anode bilden eine ringförmig geschlossene Verzögerungsleitung aus Hohlraumresonatoren: Elektromagnetische Schwingungen in einem Hohlraumresonator breiten sich über den Wechselwirkungsraum und die Schlitze in die anderen Hohlraumresonatoren aus. Es entsteht ein ringförmig geschlossener mehrpoliger elektromagnetischer Schwingkreis. In ihm treten Wechselspannungen zwischen den Enden der Anodensegmente und auch Wechselströme an den inneren Oberflächen der Schlitzwände auf. Das Hochfrequenz-Feld in diesem Ringresonator tritt mit den Elektronen in Wechselwirkung. Die resultierenden Felder beeinflussen Bahn und Geschwindigkeit der Elektronen. Die Folge ist, dass Elektronen gebremst oder beschleunigt werden und sich dadurch während ihres Umlaufes Bereiche höherer und niedrigerer Elektronendichte bilden. Diese Elektronenwolken verstärken ihrerseits die Hochfrequenz-Schwingungen des Ringresonators – es tritt Selbsterregung ein. Wird die kinetische Energie eines Elektrons zu klein, so tritt es in den Anodenblock ein. Aus der Kathode wird ständig ein Überschuss an freien Elektronen nachgeliefert.

### Elektrischer Anschluss

Typische elektrische Schaltung (Spannungsverdoppler) des Magnetrons in einem Mikrowellenherd. Glühkathode rot, Anode blau.

Zur Freisetzung von Elektronen durch Glühemission besitzen Magnetrone eine elektrisch geheizte Glühkathode. Diese ist oft direkt geheizt oder ein Heizanschluss ist mit der Kathode verbunden. Da Anodenblock, Magnet, Hohlleiterflansch bzw. Antennenstift Massepotential haben, muss die Heizspannungsversorgung des Magnetrons (mehrere Kilovolt) gegen Masse isoliert ausgeführt sein. An der Kathode liegt die gegenüber der Anode und somit Masse negative Betriebsspannung an.
Die nebenstehende Abbildung zeigt die typische Schaltung eines Magnetron im Mikrowellenherd:
Die 2000-V-Hochspannungswicklung ist einseitig geerdet und lädt, wenn ihr erdseitiges Ende den Minuspol bildet, über die Halbleiterdiode den Kondensator auf etwa 2800 V auf, während am Magnetron selbst nur die Flussspannung der Diode liegt. Kehrt sich dagegen in der nächsten Halbwelle die Spannung in der Hochspannungswicklung um, addiert sich die Spannung der Hochspannungswicklung und die des in Reihe geschalteten, geladenen Kondensators zur Anodenspannung von rund 5600 V. Es fließt kurzzeitig Strom durch das Magnetron. Die Kombination aus Kondensator und Diode ist ein Spannungsverdoppler. Das Magnetron arbeitet nur während einer Halbwelle im Rhythmus der Netzfrequenz.
Im Bild des Impulsmagnetrons MI-189 (МИ-189А bis МИ-189Д) ist es der rotbraune Kunststoffkörper, der die Heizspannungs- und Kathodenanschlüsse gegen den Metallkörper des Magnetrons bzw. die Anode isoliert. Das МИ-189 hat eine Anodenspannung von etwa 13 kV, dementsprechend lang ist die Hülse.
Sobald das Magnetron in Betrieb genommen wird, fällt ein kleiner Teil der Elektronen auf die Kathode zurück, und es wird Wärmeenergie frei. Daher muss besonders bei kontinuierlich arbeitenden Magnetronen die Heizspannung für die Kathode im Betrieb reduziert werden, um Übertemperatur zu vermeiden. In den technischen Daten von Magnetronen ist auch ein Maximalwert des Stehwellenverhältnisses (VSWR) angegeben. Eine Fehlanpassung führt ebenfalls zu Überlastung.

## Anwendungen

Vorsicht: Gesundheitsgefährdung durch starke elektromagnetische Strahlung

Einsatzgebiete von Dauerstrich-Magnetronen sind hauptsächlich industrielle Erwärmung und Trocknung (HF-Heizung), Plasmaerzeugung und der Mikrowellenherd.
In Schwefellampen und manchen Ionenquellen dient ein Magnetron zur Plasmaerzeugung.
Impuls-Magnetrone werden in Impuls-Radargeräten auch heute noch oft zur Erzeugung der Sendeimpulse verwendet.
Zum Sputtern (engl. für zerstäuben) werden neben anderen Techniken auch Magnetrone eingesetzt.
In EMP-Waffen werden Impuls-Magnetrone sehr hoher Leistung verwendet: Dabei wird mittels gerichteter HF-Energie versucht, gegnerische Elektronik zu zerstören.

## Geschichte

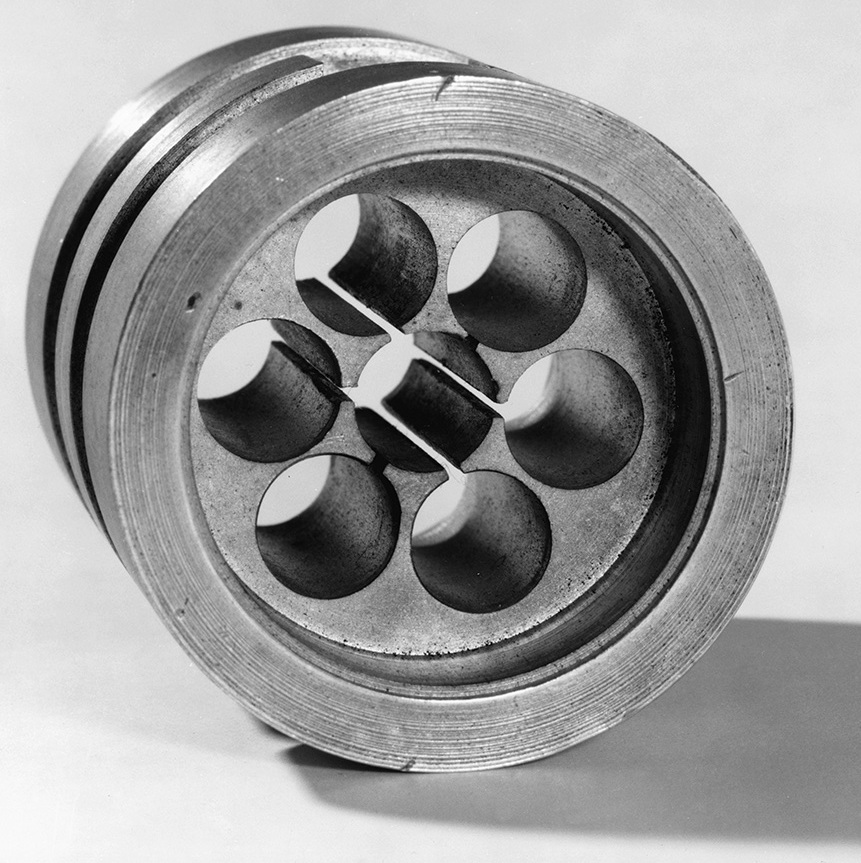
Ein von Randall und Boot 1940 entwickeltes Mehrkammer-Magnetron mit sechs Resonanzkammern.

Der Physiker Heinrich Greinacher entwickelte vor 1912 eine Röhre, um das Verhältnis der Ladung des Elektrons zu dessen Masse zu messen, und stellte die grundlegenden mathematischen Gleichungen auf. Die Röhre funktionierte jedoch aufgrund unzureichenden Vakuums in ihrem Inneren und ungenügender Elektronenemission nicht.

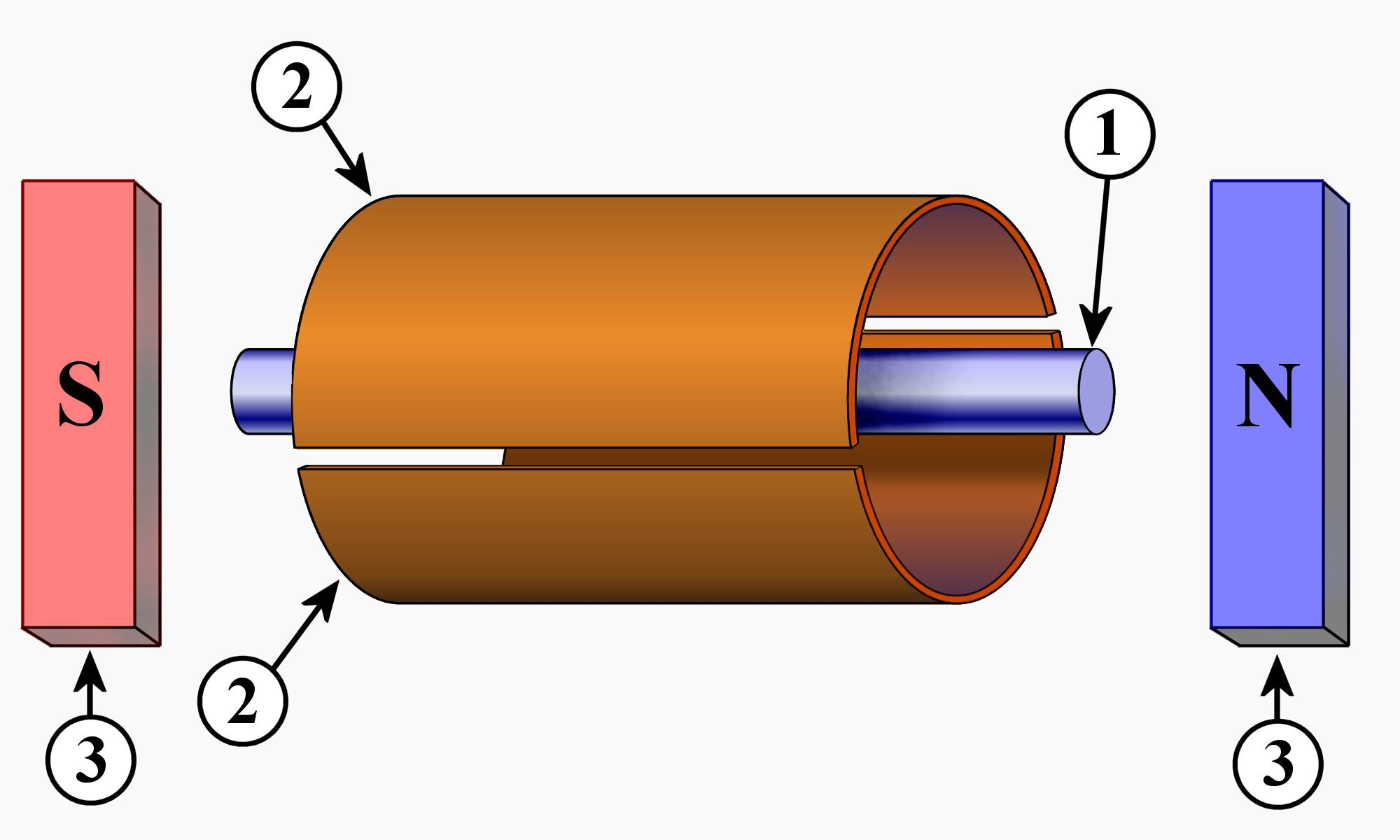
Prinzipieller Aufbau des Split-Anode Magnetrons von Erich Habann: ① Kathode, ② Anodenbleche, ③ externes Magnetfeld

 Der Physiker Albert W. Hull aus den USA nutzte die Veröffentlichung von Greinacher, erweiterte die Theorie der Flugbahnen von Elektronen im Magnetfeld und entwickelte eine magnetisch gesteuerte Verstärkerröhre, der er den Namen Magnetron gab. Hull entwickelte bei der Firma General Electric (GEC) 1921 ein erstes solches Magnetron, das aus mehreren koaxialen, zylinderförmig angeordneten Anodenwänden (engl. split-anode magnetron) und einer Kathode bestand. Durchsetzt wird die Anordnung von einem longitudinalen magnetischen Feld einer externen Spule. Der Spulenstrom steuert über das Magnetfeld den Elektronenstrom. Das Ziel war, magnetisch gesteuerte Relais oder Verstärker zu bauen. Sie sollten den Steuerelektroden der Firma Western Electric Co. Konkurrenz machen. Dabei wurde entdeckt, dass diese Magnetrone auch Hochfrequenz erzeugten.
Eine davon unabhängige Entwicklung fand 1921 durch Erich Habann in Jena und August Žáček in Prag statt. Habann entwickelte ein Magnetron mit geteiltem Anodenzylinder, das Frequenzen von 100 MHz erzeugte. Der wesentliche Unterschied zu dem Magnetron von Hull bestand darin, dass Habann (wie in heutigen Magnetronen) ein magnetisches Gleichfeld verwendete. Die Bedingungen, um die Dämpfung aufzuheben (Schaffung eines negativen differentiellen Innenwiderstandes), konnte Habann präzise vorausberechnen. Žáček konnte mit einer massiven Zylinderanode Frequenzen von 1 GHz erreichen. Durch Schlitze in der Anode gelang Kinjirō Okabe (1896–1984) an der Universität Tōhoku in Sendai (Japan) 1929 mit Frequenzen von 5,35 GHz der Durchbruch für Magnetrone im Zentimeter-Wellenbereich.

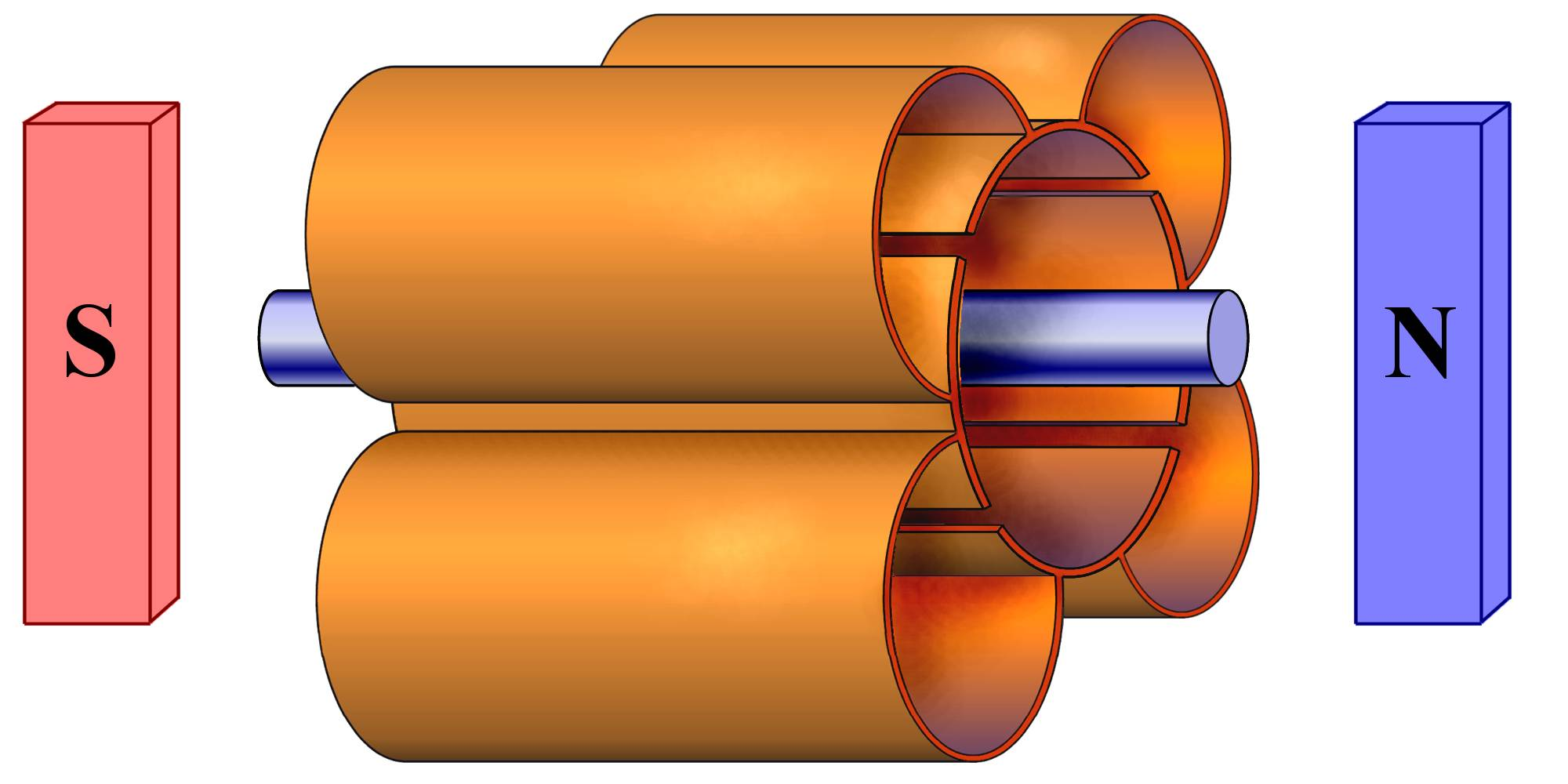
Aufbau der Anode des in dem Patent von Hans E. Hollmann im Jahre 1935 beschriebenen Magnetrons

Am 27. November 1935 meldete Hans Erich Hollmann sein Patent für das Mehrkammer-Magnetron an, das am 12. Juli 1938 erteilt wurde.
Im Frühjahr 1939 entwickelten S. Nakajima et al. am JCR Japan das weltweit erste Hohlraummagnetron mit Hohlraumresonator. Das M-3 genannte Magnetron war wassergekühlt und hatte bei 10 cm Wellenlänge eine Leistung von 500 Watt.
1940, also ein Jahr nach den Japanern, entwickelten die britischen Physiker John Turton Randall und Henry Albert Howard Boot eine verbesserte Variante von Hollmanns Mehrkammer-Magnetron, indem sie ein Flüssig-Kühlsystem verwendeten und die Anzahl der Resonanzkammern von vier auf sechs erhöhten. Damit konnten sie die Ausgangsleistung verhundertfachen. Das erlaubte zwei Jahre später die Entwicklung sehr leistungsfähiger Magnetronsender für Radargeräte mit sehr kurzer Wellenlänge und dadurch hohem Auflösungsvermögen.